# Melissa Vargas
Melissa Vargas, född 16 oktober 1999, är en volleybollspelare (spiker) från Kuba (numera  naturaliserad medborgare i Turkiet).
Vargas började spela med det lokala laget från Cienfuegos, Kuba. Säsongen 2015-16 fick hon tillstånd att skriva proffskontrakt med VK Prostějov, i den tjeckiska Extraliga, med vilken hon vann både mästerskapet och cupen. Hon skadade skuldran under året, vilket ledde till operation och en lång period utan spel. Detta ledde till en tvist med det kubanska förbundet. Denna avslutades i januari 2018 och ledde till en fyraårig avstängning från kubanska turneringar och landslaget. 
Hon skrev därefter på för Voléro Zürich, men kom aldrig att spela med laget. Istället gick hon säsongen 2018-19 till Fenerbahçe SK i turkiska Sultanlar Ligi, där hon spelade under tre år och under säsongen 2020-2021 utsågs till bästa motstående spiker. Inför säsongen 2021-22 flyttade hon till kinesiska klubben Tianjin och vann den nationella titeln med dem. I slutet av mästerskapsspelet lämnade hon klubben för att återvända till Fenerbahçe.
Hon fick utmärkelse som bästa poängvinnare vid panamerikanska U20-cupen 2013. Med det kubanska ungdomslandslaget tog hon brons tog hon silver vid det nordamerikanska U20-mästerskapet 2014 och broms vid 2014 års pamerikanska U23-mästerskap där hon fick utmärkelse som bästa motstående spiker. 2013, vid tretton års ålder, debuterade hon i det kubanska seniorlandslaget. Hon var med i laget som tog brons vid panamerikanska cupen 2014 och silver vid nordamerikanska mästerskapet 2015. 2019 startade hon en process för att bli turkisk medborgare, vilket hon blev två år senare. Hon fick sitt pass direkt från den turkiske presidenten Recep Tayyip Erdoğan.